# Pontinha (Metro de Lisboa)
Pontinha es una estación del Metro de Lisboa. Se sitúa en una zona de transición entre los municipios de Lisboa, Odivelas y Amadora, entre las estaciones de Alfornelos y Carnide de la Línea Azul. Fue inaugurada el 18 de octubre de 1997 junto con la estación de Carnide, en el ámbito de la expansión de esta línea a la zona lisboeta de Pontinha. Constituye el límite entre la corona (o zona de tarificación) 1 y la corona L.
Esta estación se ubica en la Estrada Militar à Pontinha, junto al cruce con la Estrada da Correia. El proyecto arquitectónico es de la autoría de la arquitecta Ana Nascimento y las intervenciones plásticas del pintor Jacinto Luís. A semejanza de las estaciones más recientes, está equipada para poder atender a pasajeros con movilidad reducida; varios ascensores facilitan el acceso al andén.